# Schutzstaffel
Le Schutzstaffel o SS (pronuncia /ˈʃʊtsˌʃtafəl/ ; letteralmente "squadre di protezione", stilizzate con le rune ᛋᛋ), furono un'organizzazione paramilitare del Partito Nazionalsocialista Tedesco dei Lavoratori (NSDAP) create nella Germania nazista che, con lo scoppio della seconda guerra mondiale, cominciarono ad operare in tutta l'Europa occupata dai tedeschi per la creazione del piano tedesco Generalplan Ost e per la realizzazione del progetto Lebensborn.
Il nucleo dell'organizzazione nacque a Monaco con il nome di Saal-Schutz, ed era composta da volontari del NSDAP utilizzato come servizio di sicurezza durante le riunioni di partito a Monaco. Nel 1925, Heinrich Himmler si unì all'unità, che nel frattempo era stata riformata e aveva assunto il suo nome definitivo. Sotto la sua direzione (1929-45) crebbe da una piccola formazione paramilitare a una delle organizzazioni più potenti della Germania nazista. Dal 1929 fino al crollo del regime nel 1945, le SS furono la principale organizzazione di sicurezza, sorveglianza e controllo all'interno della Germania e dell'Europa occupata.
I due principali gruppi costitutivi erano le Allgemeine-SS ("SS generali") e Waffen-SS ("SS combattenti"); le Allgemeine erano responsabili dell'attuazione della politica razziale della Germania nazista e della repressione politica, mentre le Waffen-SS consistevano in unità di combattimento all'interno dell'esercito nazista. Un terzo componente delle SS, l'SS-Totenkopfverbände (SS-TV), gestiva i campi di concentramento e di sterminio. Ulteriori suddivisioni delle SS includevano la Gestapo e la Sicherheitsdienst (SD), branche poliziesche incaricate soprattutto di combattere gli oppositori effettivi, potenziali o presunti dello Stato nazista, di neutralizzare ogni opposizione, di sorvegliare il popolo tedesco impedendo in Germania e nei territori occupati il dilagare di qualsiasi forma di resistenza, e di fornire dati di intelligence ai vertici politici e militari.
Le SS erano l'organizzazione direttamente implicata nell'organizzare e rendere operativo ogni aspetto dell'Olocausto, in collaborazione con la Wehrmacht, grazie alla quale furono uccise tra le 15 e le 17 milioni di persone, tra cui 6 milioni di ebrei. I membri di tutte le sue filiali si sono rese responsabili di crimini di guerra e crimini contro l'umanità durante il secondo conflitto mondiale, oltre che partecipare attivamente alla spoliazione dei beni delle vittime dell'Olocausto, e allo sfruttamento schiavistico dei prigionieri dei campi di concentramento. Dopo la sconfitta della Germania nazista, le SS e il NSDAP furono giudicati dal Tribunale Militare Internazionale di Norimberga come organizzazioni criminali; Ernst Kaltenbrunner, il capo supremo delle SS superstiti, fu riconosciuto colpevole di crimini contro l'umanità durante i processi di Norimberga e impiccato nel 1946, mentre Himmler morì suicida poco dopo la cattura da parte dell'esercito britannico.

## Storia
(Dichiarazione di Himmler sulle SS come ordine nazionalsocialista, 1939)
Le SS vennero formate nel 1925 reclutando appartenenti alle SA, di cui fino al 1926 continuarono a far parte, per essere la guardia personale di Adolf Hitler e per sorvegliare i raduni del partito. Il 6 gennaio 1929 Hitler nominò Heinrich Himmler capo delle SS, le quali al momento contavano solo 280 uomini. Con l'approvazione di Hitler, Himmler ampliò i ranghi delle SS e per la fine del 1932 queste contavano già 52 000 membri. Dopo un solo anno erano arrivate a oltre 209 000 uomini.
Prima del 1932 le SS vestivano la stessa uniforme delle SA, ad eccezione di una cravatta nera e di un berretto nero con un simbolo a forma di teschio (Totenkopf, "testa di morto"). Successivamente adottarono un'uniforme nera e, appena prima della guerra, una grigia (Feldgrau), mentre la nera rimase come alta uniforme, soprattutto per gli ufficiali e per i membri della guardia personale del Führer. Il loro motto era "Il mio onore si chiama fedeltà" (in tedesco: Meine Ehre heißt Treue). Il sistema dei gradi delle SS era unico, perché le gerarchie non riflettevano quelle usate nella Wehrmacht, le forze armate regolari tedesche (Heer, Luftwaffe, Kriegsmarine) i cui quadri, a parità di organici comandati, venivano considerati in subordine.
Heinrich Himmler, assieme al suo braccio destro Reinhard Heydrich, consolidò il potere dell'organizzazione. Nel 1931 Himmler diede a Heydrich l'incarico di costituire un servizio di intelligence all'interno delle SS, il Sicherheitsdienst (SD).
Le SS ricevettero il controllo della Gestapo nel 1936. Al momento dell'inizio della Seconda guerra mondiale il numero dei membri salì a 250 000; vennero formate le Waffen-SS nel dicembre 1940 per combattere a fianco della Wehrmacht, spesso con ampia autonomia d'azione.
Non tutti i membri delle Allgemeine SS in età di leva all'atto della mobilitazione poterono far parte delle Waffen SS, ma in parte furono incorporati nei reparti delle varie Forze Armate. Alcuni fecero parte delle Divisioni di Polizia nel cui ambito furono gli unici a potersi fregiare di un distintivo col simbolo SS sul taschino della giacca, ma non delle corrispondenti mostrine, visto che questi reparti, benché combattenti, anche quando nel 1943 per volere di Himmler divennero SS-Polizei, continuarono a portare l'uniforme verde e le mostrine della Ordnungspolizei anziché quelle delle Waffen SS, i cui comandanti peraltro non li considerarono mai alla medesima stregua.
Le SS si trasformarono durante la seconda guerra mondiale in una forza altamente efficace e letale, macchiandosi di innumerevoli crimini di guerra a danno della popolazione civile dei paesi occupati. Al loro culmine, il nome e la reputazione per una violenza efficiente e terrificante, erano sufficienti a infondere paura nel cuore di chiunque. Hitler diede alle SS giurisdizione su tutti i campi di concentramento e permise loro di supervisionare il controllo quotidiano di tutte le nazioni conquistate dalla Germania durante la guerra.
Verso la fine della seconda guerra mondiale, un gruppo di ex-ufficiali delle SS si rifugiò in Argentina e mise in piedi una rete di fuggitivi nazisti con il nome in codice di ODESSA (un acronimo per Organisation der ehemaligen SS-Angehörigen) con diramazioni in Germania, Svizzera e Italia, diretta dai dintorni di Buenos Aires, e che aiutò Adolf Eichmann, Josef Mengele, Erich Priebke e molti altri criminali di guerra a trovare rifugio in America Latina.
Il 30 settembre 1946, i giudici del tribunale del processo di Norimberga condannarono le SS, dichiarandole una organizzazione criminale. I giudici sottolinearono questa sentenza dichiarando che «le SS vennero usate per scopi che erano criminali, che comprendevano: la persecuzione e lo sterminio degli ebrei, brutalità ed esecuzioni nei campi di concentramento, eccessi nell'amministrazione dei territori occupati, l'amministrazione del programma di lavoro schiavistico e il maltrattamento e assassinio di prigionieri di guerra. La sentenza continuava dichiarando che il sospetto di crimini di guerra avrebbe coinvolto tutte le persone che erano state ufficialmente accettate come membri delle SS... che divennero o rimasero membri dell'organizzazione sapendo che veniva usata per commettere atti dichiarati criminali dall'articolo 6 dello statuto di Londra sui crimini di guerra.»

## Caratteristiche
Una caratteristica fondamentale delle SS era il tatuaggio (obbligatorio) nella parte interna del braccio sinistro che riportava il gruppo sanguigno e il numero di matricola della SS. Il tatuaggio aveva scopi essenzialmente pratici: permetteva di agevolare e rendere più rapido il compito dei medici quando era necessario soccorrere una SS e al tempo stesso era utile per il riconoscimento dei cadaveri. È proprio sulla base del tatuaggio che gli Alleati selezionarono, una volta caduto il Terzo Reich, chi continuare a tener prigioniero e chi rilasciare. Un caso esemplare in tal senso fu quello di Josef Mengele, medico delle SS, che stranamente privo di tatuaggio non fu arrestato ma rilasciato.

## Organizzazione

Struttura organizzativa delle SS e della polizia nel territorio del Reich

### Allgemeine-SS
Dalla metà del 1934 le SS non militari e quindi non impegnate attivamente nella protezione di Hitler, quindi lo scheletro dell'organizzazione, cominciarono ad essere chiamate Allgemeine-SS (dal tedesco "SS generiche") per distinguerle dalle divisioni armate.
Con lo sviluppo delle SS crebbero di pari passo anche i poteri e le funzioni, facendo in modo che, a partire dal 1942, la direzione, l'organizzazione e l'amministrazione delle SS vennero suddivise in 8 Hauptämter (= Dipartimenti Centrali):
1. Pers. Stab RfSS - Hauptamt Persönlicher Stab Reichsführer-SS (= Dipartimento Centrale dello Stato Maggiore Personale del Capo di Stato delle SS)
2. SS-HA - SS-Hauptamt (= Dipartimento Centrale delle SS)
3. SS-FHA - SS-Führungshauptamt (= Dipartimento Centrale della Direzione delle SS)
4. RSHA - Reichssicherheitshauptamt (= Dipartimento Centrale della Sicurezza dello Stato)
5. SS-WVHA - SS-Wirtschafts- und Verwaltungshauptamt (= Dipartimento Centrale Economico e Amministrativo delle SS)
6. RuSHA - SS-Rasse- und Siedlungshauptamt (= Dipartimento Centrale per la Razza e gli Insediamenti delle SS)
7. HA SS Gericht - Hauptamt SS Gericht (= Dipartimento Centrale Legale delle SS)
8. SS-Personalhauptamt (= Dipartimento Centrale del Personale delle SS)

#### Hauptamt Persönlicher Stab RfSS
Lo Stato maggiore personale del Reichsführer-SS o Pers. Stab RfSS, situato a Berlino in Prinz Albrecht Strasse 8, era il vero e proprio centro d'influenza nel comando delle SS. Oltre alle funzioni di coordinamento, era responsabile in tutte le questioni in cui Himmler era coinvolto e che non rientravano nelle competenze di nessuno degli altri Hauptämter. Inoltre fungeva da intermediario tra il governo e gli uffici del Partito nazista, oltre a gestire i rapporti d'affari e finanziari per conto dello stesso Himmler.
Fu diretto fin dal 1936, e per tutta la durata della Seconda guerra mondiale, dall'SS-Obergruppenführer Karl Wolff.

#### SS-Hauptamt
L'Ufficio centrale delle SS o SS-HA, situato a Berlino-Grunewald in Douglasstraße 7-11, era il più vecchio tra i dipartimenti delle SS, e di fatto era responsabile di tutte le varie mansioni di competenza dell'amministrazione generale delle SS. Tuttavia nel 1940, visto il gran numero di mansioni che erano finite sotto la propria giurisdizione, in seguito ad una riorganizzazione dell'apparato burocratico delle SS, uffici precedentemente appartenenti all'SS-Hauptamt vennero innalzati al rango di Hauptamt (dipartimenti); il risultato di questa riorganizzazione fu la perdita da parte dell'SS-HA di otto dei suoi tredici uffici.
Nonostante ciò, tra il 1941 e il 1945, l'SS-HA fu pesantemente impegnato nell'assistenza ai membri di razza germanica che entravano nell'orbita delle SS; così come nella promozione della cultura tedesca in Europa, oltre a svolgere un servizio di sorveglianza generale sulla propaganda, sulle pubblicazioni, l'istruzione, e lo sport per tutte le SS e la polizia.
Nel corso degli anni, fu diretto dall'SS-Gruppenführer Kurt Wittje e dagli SS-Obergruppenführer August Heißmeyer e Gottlob Berger.

#### SS-Führungshauptamt
Il Quartiere operativo delle SS o SS-FHA, situato a Berlino-Wilmersdorf in Kaiserallee 188, fu creato nell'agosto del 1940 dal Dipartimento per le operazioni dell'SS-Hauptamt. Tutte le unità delle SS in servizio e non sottoposte al comando della Wehrmacht erano totalmente subordinate all'SS-FHA sia per gli scopi amministrativi che per quelli operativi; difatti, organizzava il pagamento dei salari, il rifornimento degli equipaggiamenti, di armi, munizioni e di veicoli, oltre alla manutenzione ordinaria e alla riparazione degli equipaggiamenti in deposito.
La guida dell'SS-FHA venne assunta direttamente da Heinrich Himmler, il 15 agosto 1940, fino al 30 gennaio 1943, quando il comando venne assunto dall'SS-Obergruppenführer Hans Jüttner.

#### Reichssicherheitshauptamt

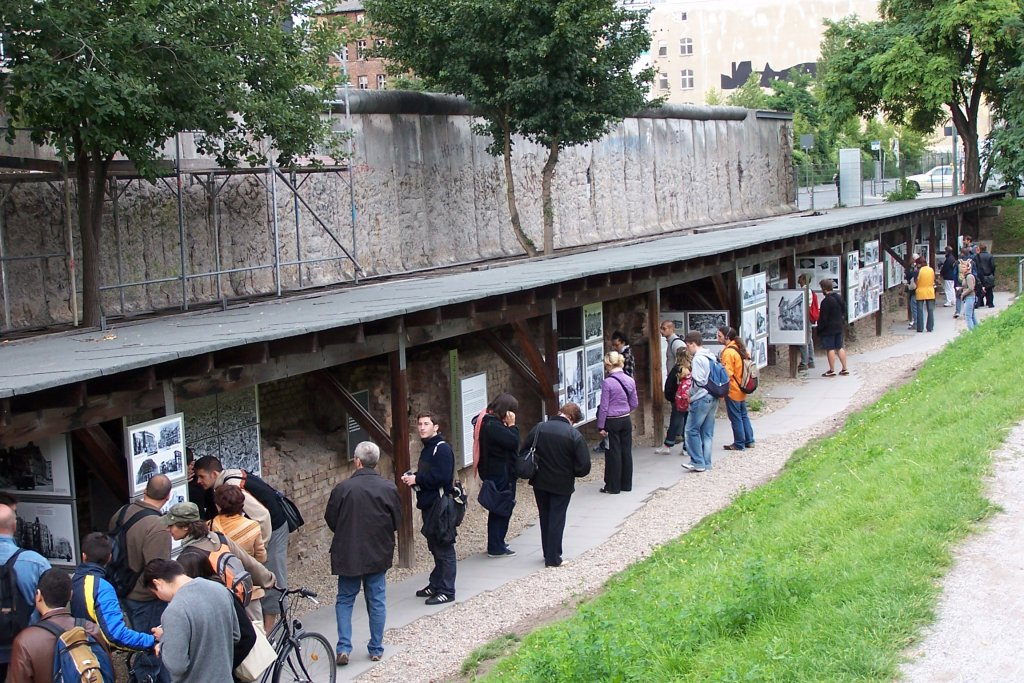
Resti delle prigioni delle SS nelle cantine di una villa requisita in Prinz-Albrecht-Str. 9 a Berlino

L'Ufficio centrale della sicurezza del Reich o RSHA, situato a Berlino in Prinz-Albrecht-Straße 8, venne creato dall'SS-Obergruppenführer Reinhard Heydrich il 27 settembre 1939 attraverso l'unificazione del Sicherheitsdienst, della Gestapo e della Reichskriminalpolizei. Il RSHA era responsabile delle operazioni dei servizi segreti in Germania e all'estero, dello spionaggio e del controspionaggio, della lotta contro i crimini politici e i crimini comuni, e del sondaggio dell'opinione pubblica sul regime nazista.
Il suo primo comandante fu l'SS-Obergruppenführer Reinhard Heydrich, che mantenne la guida fino alla sua morte in ospedale a Praga nel 1942 in seguito a ferite riportate in un attacco di Partigiani della Resistenza cecoslovacca ; il suo successore, l'SS-Obergruppenführer Ernst Kaltenbrunner, mantenne tale incarico fino al termine della guerra.

#### SS-Wirtschafts- und Verwaltungshauptamt
Il Dipartimento economico e amministrativo delle SS o SS-WVHA, situato a Berlino-Lichterfelde in Unter der Eichen 126-135, si occupava del sistema dei campi di concentramento e dell'amministrazione delle finanze delle SS; oltre a gestire un gran numero di imprese industriali e agricole delle stesse SS.
Fu diretto dall'SS-Obergruppenführer Oswald Pohl.

#### SS-Rasse- und Siedlungshauptamt
Il Dipartimento delle SS per la razza e il popolamento o RuSHA, situato a Berlino in Hedemannstraße 24, era l'ufficio delle SS incaricato di controllare la purezza ideologica e razziale di tutti i membri delle SS. Era l'autorità principale in materia di genealogia e rilasciava ai membri delle SS certificati di attestazione del lignaggio e permessi di matrimonio; era inoltre responsabile dell'esecuzione della politica di colonizzazione dei territori orientali conquistati.
Nel corso degli anni, fu diretto dagli SS-Obergruppenführer Richard Walther Darré, Günther Pancke, Otto Hofmann e Richard Hildebrandt.

#### Hauptamt SS Gericht
L'Ufficio centrale legale delle SS o HA SS Gericht, situato a Monaco di Baviera in Karlstraße 10, era l'ufficio legale delle SS, che amministrava l'aspetto disciplinare del codice legislativo speciale cui erano soggetti i membri delle SS e della Polizia.
Il dipartimento fu diretto dall'SS-Gruppenführer Paul Scharfe, fino alla sua morte e poi dall'SS-Obergruppenführer Franz Breithaupt.

#### SS-Personalhauptamt
L'Ufficio centrale del personale delle SS, situato a Berlino-Charlottenburg in Wilmersdorferstrasße 98-99, coordinava il lavoro delle sezioni per il personale dei vari Hauptämter.
Fu diretto dagli SS-Obergruppenführer Walter Schmitt e Maximilian von Herff.

#### Uffici minori
Oltre agli Hauptämter erano inseriti nella struttura di comando alcuni dipartimenti minori:
- Hauptstelle der Hauptamt Ordnungspolizei, teneva aggiornato Himmler su tutte le organizzazioni riguardanti la Ordnungspolizei.
- Hauptamt Dienstelle Heissmeyer, era responsabile della supervisioni delle National Politische Erziehungsanstalten, le scuole fondate per educare i giovani tedeschi.
- Stabshauptamt der Reichskommissar für die Festigung de deutschen Volkstums, era responsabile delle questioni riguardanti la "conservazione della qualità" della razza ariana e la protezione e lo sviluppo della razza tedesca.
- Hauptamt Volksdeutsche Mittelstelle, era responsabile dell'organizzazione del ritorno nel Reich dei discendenti delle generazioni dei coloni tedeschi stabilitisi in Russia e nei Balcani.
- Forschungsgemeinschaft Deutsches Ahnenerbe e. V., la cosiddetta “Divisione Paranormale delle SS”, la cui esistenza è stata resa nota nel 2006, dopo l'apertura degli archivi Britannici e Americani. Aveva sede a Wewelsburg, presso Paderborn.

### Organizzazione territoriale
Ad un livello immediatamente inferiore agli Hauptämter vi erano gli Oberabschnitte ("regioni"), che costituivano la base dell'organizzazione territoriale delle SS. Dagli iniziali cinque del 1932, crebbero fino ai diciassette (uno per ognuno dei distretti militari in cui si suddivideva la Germania) del 1944. Oltre a questi, esistevano sei Oberabschnitte all'estero che si svilupparono durante la guerra: Böhmen-Mähren, Nord, Nordwest, Ost, Ostland e Ukraine.

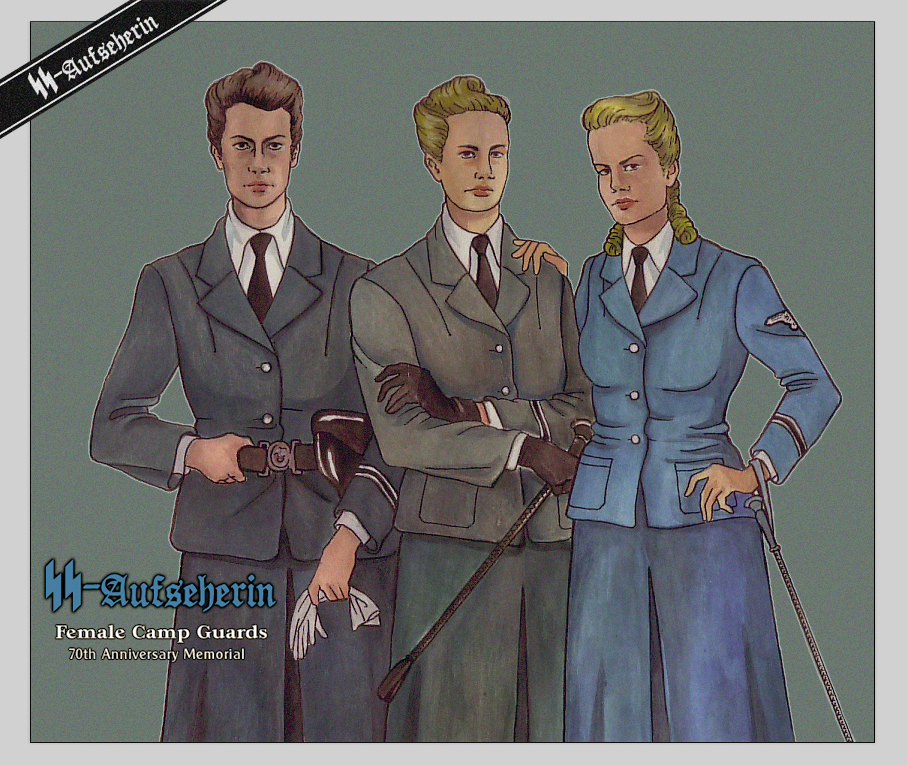
Manifesto per il 70º anniversario della nascita delle Aufseherinnen

Ciascun Oberabschnitte a sua volta comprendeva in media tre Abschnitte ("distretti"), che da otto del 1931 crebbero fino ai quarantacinque del 1944.

## SS-Aufseherinnen - Guardie donne nei campi di concentramento
Delle 55.000 guardie che prestarono servizio nei campi di concentramento nazisti, circa 3.700 erano donne. Nel 1942, le prime guardie donna giunsero ad Auschwitz e Majdanek da Ravensbrück.

## Waffen-SS

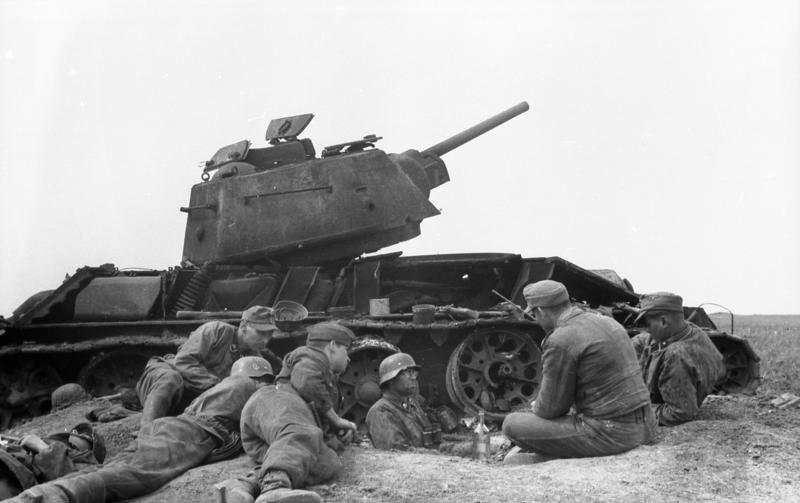
Waffen-SS della 3. SS-Panzerdivision "Totenkopf" sul fronte russo nel 1944

Waffen-SS ("SS Combattenti") è il termine utilizzato, a partire dall'aprile 1940, per indicare il ramo militare delle Schutzstaffeln; la piccola unità che all'inizio della Seconda guerra mondiale aveva una forza di poco meno 18 000 uomini sarebbe cresciuta fino a diventare un esercito di quasi un milione di soldati di diverse nazionalità, che si sarebbe guadagnato su tutti i fronti operativi una fama di efficienza e crudeltà non soltanto rispetto alle forze armate tedesche ma anche delle armate contro cui combatteva.
Non appena salito al potere, Hitler incaricò Himmler di formare un'unità armata di guardie SS per la sua protezione personale e come strumento per compiti speciali. In origine tale unità fu lo SS-Stabswache (Comando guardia) che, nel settembre 1933 venne ingrandita e rinominata SS-Leibstandarte Adolf Hitler o LAH (Reggimento guardia del corpo Adolf Hitler). Sotto l'energica guida di Joseph Dietrich e con l'aiuto di istruttori della Wehrmacht la LAH si sviluppò rapidamente; in seguito vennero costituiti altri due reggimenti (Deutschland e Germania), sotto la guida di Paul Hausser.
Quando, il 1º marzo 1935, la Germania ristabilì la coscrizione obbligatoria, la forza complessiva dei tre reggimenti (SS-Verfügungstruppe, la futura divisione "Das Reich") era di 8 459 uomini. In seguito all'annessione dell'Austria nel 1938 venne creato un nuovo reggimento con personale esclusivamente austriaco a cui fu attribuito la denominazione Der Führer. Parallelamente, gli elementi che formavano le unità più politicizzate delle SS vennero raggruppati nel corpo unico SS-Totenkopfverbände (unità testa di morto, da non confondere con la divisione Totenkopf comandata da Theodor Eicke), destinato ad assumere una triste fama, e preposte alla custodia dei campi di concentramento.
La SS-Verfügungstruppe, la SS-Leibstandarte Adolf Hitler e la SS-Totenkopf-Division presero parte alla Campagna di Polonia, di Francia e dei Balcani, e all'invasione dell'Unione Sovietica, non come unità a sé stanti, ma ripartite tra le grandi unità dell'esercito.
La forza delle Waffen-SS, che nel settembre del 1942 era di 188 000 uomini, nell'autunno del 1943 aveva raggiunto i 350 000 uomini. Va detto che, parallelamente all'accrescimento dell'impegno bellico della Germania, furono pure costituite numerose legioni di Waffen-SS straniere, reclutate in quasi tutti i Paesi invasi dai Tedeschi (solo la Boemia-Moravia, la porzione di Polonia occupata dal Terzo Reich, la Grecia e la Lituania non ebbero una loro legione) e formate in parte da volontari (francesi, valloni, olandesi e fiamminghi, scandinavi, ecc.) e in parte da prigionieri di guerra (sovietici, indiani, ecc.). Alla fine del 1943 venne costituito SS-Fallschirmjäger-Bataillon 500, battaglione di paracadutisti delle Waffen-SS, utilizzato per "incarichi speciali". Durante gli ultimi anni di guerra le unità delle Waffen-SS giocarono un ruolo primario nella terza battaglia di Kharkov, nella battaglia di Kursk, nella battaglia delle Ardenne, e nel 1945 nell'ultima grande offensiva tedesca presso le rive del lago Balaton in Ungheria (Operazione Frühlingserwachen, "risveglio di primavera"); venendo impiegate, come fossero dei pompieri, per accorrere a chiudere le brecce sul fronte tedesco ogni volta che occorreva.
A fronte di questa indubbia capacità militare le truppe delle Waffen-SS furono inoltre accusate di numerosi crimini di guerra, come quelli di Oradour-sur-Glane, Marzabotto e di Malmédy. Proprio per questo le Waffen-SS vennero dichiarate organizzazione criminale al Processo di Norimberga.

## Lo Stato delle SS
Oltre allo sviluppo nella polizia e nei servizi segreti, le SS consolidarono, impercettibilmente ma costantemente, la propria sfera di influenza su ogni ramo della vita pubblica della Germania nazista; nel maggio del 1944, all'apice del proprio potere, facevano parte delle SS non meno di 300 delle 1 200 personalità di rilievo del Terzo Reich, compresi industriali, finanziari e accademici.
Nate come guardie del corpo di Hitler, le SS, infatti erano presenti in massa nell'entourage del Führer; il suo segretario particolare era lo SS-Obergruppenführer Philipp Bouhler, il suo aiutante personale era lo SS-Obergruppenführer Julius Schaub, il medico personale era l'SS-Gruppenführer Prof. Karl Brandt, il pilota personale era l'SS-Brigadeführer Hans Baur, e il suo autista era l'SS-Sturmbannführer Erich Kempka. Oltre a questi la maggioranza dei giovani aiutanti di Hitler erano uomini delle SS.
Anche all'interno del NSDAP era massiccia la presenza, e l'influenza, delle SS: il tesoriere del partito era l'SS-Obergruppenführer Franz Xaver Schwarz; il massimo giudice del partito era l'SS-Obergruppenführer Walter Buch; il capo dell'ufficio stampa era l'SS-Obergruppenführer Max Amann; mentre l'SS-Obergruppenführer Martin Bormann era a capo della cancelleria del partito.
All'interno del governo Hitler vi erano uomini delle SS: l'SS-Obergruppenführer dott. Hans Lammers era a capo della Cancelleria del Reich; Konstantin Freiherr von Neurath e Joachim von Ribbentrop furono entrambi Ministri degli Esteri. In totale ben trentanove posizioni chiave furono occupate, nei vari dicasteri, da uomini delle SS.
Nei vari territori occupati dalla Wehrmacht durante la Seconda guerra mondiale, uomini delle SS vennero nominati governatori di città e regioni. Le SS ebbero inoltre nella figura del SS- und Polizeiführer («Comandante delle SS e della Polizia») un ruolo di grande potere i cui designati rispondevano, nell'esecuzione del loro operato, esclusivamente a Himmler e Hitler. Gli SS- und Polizeiführer furono coinvolti nei più brutali episodi di persecuzione del popolo ebraico e nella repressione antipartigiana, in particolar modo nelle zone dell'Unione Sovietica occupate dall'esercito tedesco e nell'area del Governatorato Generale.
Anche in campo civile, nell'industria, negli armamenti, nelle attività bancarie le SS erano ben rappresentate: direttori di banca, di associazioni industriali, ispettori statali e imprenditori di fama, ma anche nel mondo dell'educazione, della cultura e delle organizzazioni caritatevoli (ad esempio, la Croce rossa tedesca fu guidata per tutta la durata del conflitto dall'SS-Obergruppenführer dott. Ernst-Robert Grawitz) tutti ricevettero un grado onorario delle SS.
Difatti la penetrazione delle SS in tutti gli aspetti della vita tedesca fu raggiunto conferendo un grado onorifico (SS-Ehrenführer) a personaggi pubblici di spicco; in tal modo, tramite il giuramento di fedeltà a Himmler, le SS si fecero strada nel gotha politico-finanziario del Reich.

## Gradi delle SS
SS-Reichsführer – (Capo delle SS, senza equivalente italiano)
SS-Oberst-Gruppenführer – Generale d'armata
SS-Obergruppenführer – Generale di Corpo d'Armata
SS-Gruppenführer – Generale di divisione
SS-Brigadeführer – Generale di brigata
SS-Oberführer – senza equivalente italiano
SS-Standartenführer – Colonnello
SS-Obersturmbannführer – Tenente Colonnello
SS-Sturmbannführer – Maggiore
SS-Hauptsturmführer – Capitano
SS-Obersturmführer – Tenente
SS-Untersturmführer – Sotto Tenente
SS-Hauptscharführer – Maresciallo Maggiore
SS-Oberscharführer – Maresciallo
SS-Sturmscharführer – Sergente Maggiore
SS-Scharführer – Sergente (nelle SA fino al 1934, sostituito, dopo la riorganizzazione dei gradi, da Unterscharführer)
SS-Unterscharführer – Sergente
SS-Rottenführer – Caporale
SS-Oberschütze – Soldato scelto
SS-Schütze – Soldato semplice

## Simboli delle SS
A partire dal 1934, le SS non solo vennero dipinte come un'élite razziale ma anche come un Ordine segreto; a questo scopo vennero ideati emblemi di potere simbolici e le eleganti uniformi accuratamente progettate dal SS-Oberführer Prof. Karl Diebitsch e da Walter Heck, vennero infine prodotte dal famoso marchio Hugo Boss.

Il Totenkopf raffigurato in una bandiera

### Totenkopf
Il Totenkopf (dal tedesco, teschio), formato da un teschio sogghignante e da ossa incrociate, fu senza dubbio l'emblema simbolo delle SS e del terrore ad esse legato. Rifacendosi alla tradizione dei corpi militari del Regno di Prussia prima, e di numerosi Freikorps poi, anche le SS adottarono come loro caratteristica decorazione la testa di morto. Il Totenkopf venne utilizzato sui capi di vestiario di tutti i membri delle SS, e sulle divise delle SS-Totenkopfverbände e della SS-Totenkopf-Division; così come venne utilizzato sulle bandiere, gli arazzi, i drappi dei tamburi e delle trombe, oltre che sui distintivi di guerra delle unità anti-guerriglia delle SS e della polizia. Il motto riguardante questo simbolo recitava «portiamo un teschio come simbolo per due motivi, per dire al nemico che non abbiam paura della morte e per premonirgli la sorte che lo attende».

### SS-Runen
Le rune erano i caratteri che componevano gli alfabeti utilizzati dalle tribù germaniche per la scrittura. Nel XIX secolo e all'inizio del XX secolo, le rune iniziarono a diventare di gran moda in diversi circoli storico-culturali dell'Europa del nord, che promuovevano l'interesse per le leggende, i culti e le feste tradizionali.
Nel 1945 le SS adoperavano quattordici varianti fondamentali di rune, ognuno con un preciso significato.

### Totenkopfring der SS

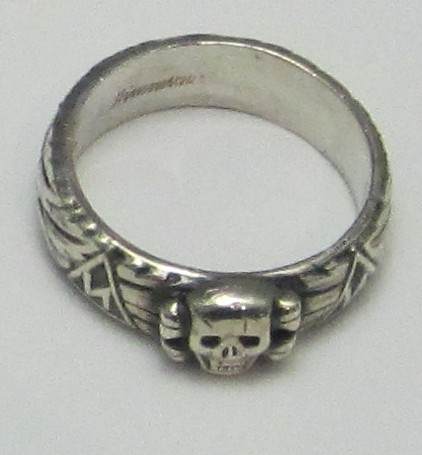
L'SS-Ehrenring, l'anello d'onore delle SS

Istituito da Himmler il 10 aprile 1934, il Totenkopfring der SS ("Anello con il teschio delle SS"), era una delle più ambite decorazioni delle SS. Aveva il valore di un riconoscimento altissimo poiché era indice dei meriti personali di chi lo indossava, della sua devozione al dovere, della lealtà a Hitler e al nazionalsocialismo.
Il Totenkopfring comprendeva una larga fascia, finemente incisa, di foglie di quercia, una testa di morto e una serie di rune, che riassumevano un significato recondito:
- la Sig-Rune dentro un triangolo rappresentava l'appartenenza alle SS.
- la Hakenkreuz indicava la filosofia nazista.
- lo Heilszeichen dentro un cerchio simboleggiava la prosperità.
- la Hagall-Rune dentro un esagono rappresentava la fede incrollabile.

Tra il 1934 e il 1944 furono conferiti circa 14 500 anelli.

## Le SS e la Shoah
Le SS furono direttamente, e attivamente, coinvolte, in particolare dopo la Conferenza di Wannsee del gennaio 1942, nell'esecuzione della Soluzione finale della questione ebraica (in lingua tedesca Endlösung der Judenfrage), ossia il genocidio di tutti gli Ebrei presenti in Europa (calcolati in 11 milioni di persone).
Le eliminazioni di massa venivano condotte in modo sistematico: venivano fatte liste dettagliate di vittime presenti, future e potenziali, così come sono state trovate le meticolose registrazioni delle esecuzioni. Oltre a ciò, uno sforzo considerevole fu speso durante il corso delle operazioni per trovare metodi sempre più efficienti per uccidere persone in massa, ad esempio passando dall'avvelenamento con monossido di carbonio dei campi di sterminio dell'Operazione Reinhard di Bełżec, Sobibór e Treblinka, all'uso dello Zyklon-B di Majdanek e Auschwitz; camere a gas che utilizzavano monossido di carbonio per gli omicidi di massa venivano usate nel campo di sterminio di Chełmno.

### I campi di concentramento

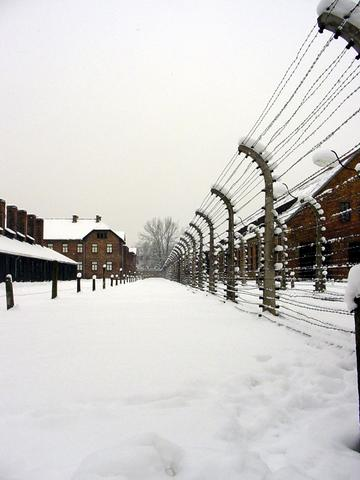
Auschwitz, il più noto campo di concentramento nazista

I campi di concentramento (tedesco Konzentrationslager, KZ) per detenere ebrei, zingari, omosessuali, Testimoni di Geova e dissidenti politici vennero inizialmente istituiti, subito dopo la presa del potere del Partito nazista. Il primo, Dachau, creato da Himmler il 20 marzo 1933 venne inizialmente pensato come luogo in cui "concentrare" e detenere comunisti, socialdemocratici ed altri presunti nemici politici tedeschi.
Con il corso della Seconda guerra mondiale alcuni campi di concentramento vennero trasformati in campi di sterminio per l'eliminazione sistematica di tutti gli "indesiderabili".

### I campi di sterminio
All'interno del lager nazista, la baracca (in tedesco Block) era, generalmente, l'edificio adibito a dormitorio dei deportati. Vi erano diverse tipologie di baracche, sia per dimensioni e/o per materiali con cui erano state costruite (potevano essere in legno o in muratura), sia per lo scopo cui venivano adibite. Fra le varie tipologie di baracca ricordiamo: ricoveri per i deportati, baracche di quarantena, infermeria, infermeria speciale (chiamata anche blocco della morte, era riservata ai deportati destinati ad essere soppressi entro breve tempo), lavanderia, cucina, edificio del carcere, camere a gas, forni crematori, locali adibiti alle esecuzioni capitali e alle torture, locali adibiti agli esperimenti su esseri umani, officine, baracche dei sorveglianti, edifici degli uffici interni.

### I ghetti
Durante la Seconda guerra mondiale i ghetti servirono come contenitori in un forzoso processo di concentramento della popolazione ebraica, che ne facilitava il controllo da parte dei nazisti. Gli abitanti dei ghetti dell'Europa Orientale, trasportati da varie regioni europee, privati di ogni diritto e sottoalimentati, vennero progressivamente deportati nei campi di sterminio. Tra i più tristemente famosi si ricordano il Ghetto di Cracovia, il Ghetto di Łódź e quello di Varsavia.

### Gli Einsatzgruppen
Gli Einsatzgruppen furono truppe speciali di combattimento tedesche, composte da uomini delle SS, della Kripo e dell'SD, impegnate durante la Seconda guerra mondiale in particolar modo in Unione Sovietica, dopo l'avvio dell'Operazione Barbarossa.

## Personaggi di spicco delle SS

### Capi delle SS – Reichsführer-SS
- Julius Schreck (1925-1926)
- Joseph Berchtold (1926-1927)
- Erhard Heiden (1927-1929)
- Heinrich Himmler (1929-1945)
- Karl Hanke (1945)

### Altri personaggi
- Hans Aumeier (Comandante dei campi di concentramento di Vaivara, Dachau, Esterwegan, Lichtenburg, Buchenwald, Flossenbürg, Auschwitz, Riga e Grini)
- Karl Genzken (Comandante dell'Ufficio medico delle Waffen-SS)
- Erich Naumann (Comandante dell'Einsatzgruppe B)
- Ferdinand von Sammern-Frankenegg (Comandante delle SS a Varsavia)
- Karl Eberhard Schöngarth (Comandante della Gestapo nei Paesi Bassi)
- Bernard Franc (Soldato delle SS Charlemagne)
- Josef Mengele (Medico delle SS, famoso per i vari esperimenti che effettuava sui prigionieri)
- Karl Fritzsch (Hauptsturmführer operante nei campi di sterminio. Divenne il primo Schutzhaftlagerführer ad Auschwitz)
- Reinhard Heydrich, capo dello Sicherheitsdienst e della Gestapo, governatore della Boemia e Moravia dal 1941 al 1942 assassinato dalla resistenza ceca a Praga nel 1942.